# Região Geográfica Imediata de Almenara

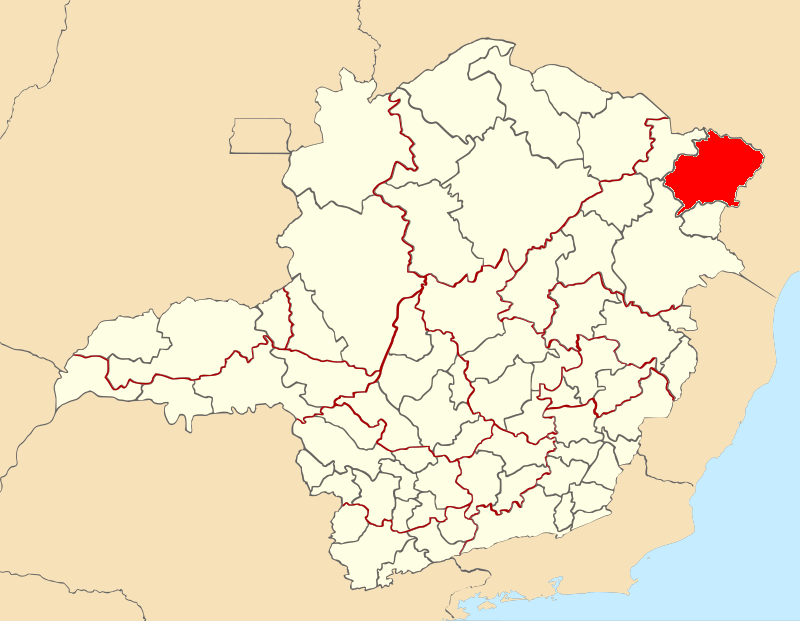
Região Geográfica Imediata de Almenara.

A Região Geográfica Imediata de Almenara é uma das 70 regiões geográficas imediatas do Estado de Minas Gerais, uma das sete regiões geográficas imediatas que compõem a Região Geográfica Intermediária de Teófilo Otoni e uma das 509 regiões geográficas imediatas do Brasil, criadas pelo IBGE em 2017.

## Municípios
É composta por 14 municípios.
- Almenara
- Bandeira
- Felisburgo
- Jacinto
- Jequitinhonha
- Joaíma
- Jordânia
- Mata Verde
- Palmópolis
- Rio do Prado
- Rubim
- Salto da Divisa
- Santa Maria do Salto
- Santo Antônio do Jacinto

## Estatísticas
Tem uma população estimada pelo IBGE para 1.º de julho de 2017 de 171 222 habitantes e área total de 14 481,148 km².